# Aneura intermedia
Aneura intermedia là một loài rêu trong họ Aneuraceae. Loài này được Stephani mô tả khoa học đầu tiên năm 1899.